# Teufelsberg - Pietzelstein
Das Naturschutzgebiet Teufelsberg - Pietzelstein liegt im Wartburgkreis in Thüringen. Es erstreckt sich nordöstlich von Oberaschenbach, einem Ortsteil der Gemeinde Nüsttal im osthessischen Landkreis Fulda. Am südlichen Rand des Gebietes und östlich verläuft die Landesstraße 2603 und am westlichen Rand die Landesgrenze zu Hessen. Westlich schließt sich direkt das rund 182 Hektar große Naturschutzgebiet Breiter Berg bei Haselstein an.

## Bedeutung
Das 198,4 ha große Gebiet mit der Kennung 233 wurde im Jahr 1990 unter Naturschutz gestellt.